# Bejaia
Bejaia (arabisch بجاية, Bidschāya, kabylisch ⴱⴳⴰⵢⴻⵜ, Bgayet, Vgaiet; in der Kolonialzeit und teilweise bis heute Bougie) ist eine Hafenstadt in der Kabylei mit ca. 190.000 Einwohnern am Mittelmeer und die Hauptstadt der Provinz Bejaia im Nordosten Algeriens; sie ist auch Hauptort einer Gemeinde (commune) mit ca. 200.000 Einwohnern. Bekannt wurde die Stadt, weil Leonardo Fibonacci um das Jahr 1200 hier die arabischen Zahlen kennenlernte und später deren Ausbreitung in Europa förderte.

## Toponym
Die Namen bzw. Schreibweisen Asselden, Saldae, al-Naciriya, Bougie, Béjaïa und Bgayte sind überliefert. Seit 1963 hat die Stadt ihren heutigen Namen, vorher war sie unter dem französischen Namen Bougie bekannt (siehe Französisch-Algerien).

## Lage und Klima
Bejaia liegt etwa 250 Kilometer (Fahrtstrecke) östlich der Hauptstadt Algier am westlichen Ufer der gleichnamigen, von den Bergen des Tellatlas umgebenen Bucht, in welche der Oued Soummam einmündet. Das Klima ist gemäßigt bis warm; der für algerische Verhältnisse reichliche Regen (ca. 830 mm/Jahr) fällt hauptsächlich im Winterhalbjahr.

## Bevölkerung
| Jahr      | 1977       | 1987    | 1998    | 2008    |
| Einwohner | ca. 74.000 | 114.500 | 144.405 | 176.139 |

Seit den 1960er Jahren erlebt Bejaia eine starke Zuwanderung von Berberfamilien aus den ländlichen Regionen Algeriens. Man spricht kabylisch, arabisch und französisch.

## Wirtschaft
In der Stadt selbst haben sich Händler, Handwerker und Dienstleister aller Art niedergelassen, die bereits im Mittelalter vom Handel mit Europa (Venedig, Genua, Pisa, Sevilla, Barcelona) profitierten. In den Außenbezirken der Stadt finden sich zahlreiche Unternehmen der petrochemischen Industrie, die von einer Erdölpipeline aus der Sahara profitieren. Wichtigste Exportartikel der – nach Algier und Oran – zweit- oder drittgrößten Hafenstadt Algeriens sind Wein, Südfrüchte, Bodenschätze, Tierhäute und Erdölprodukte.
Der Flughafen Bejaia wird national und international angeflogen.

## Geschichte

### Antike
Bejaia steht an der Stelle der antiken karthagischen Stadt Saldae bzw. Civitas Salditana, eines kleinen Hafens in karthagischer, mauretanischer und römischer Zeit (ab 42 v. Chr.). Ursprünglich wurde das Gebiet von Numidern und Berbern bewohnt. Augustus verlieh der Stadt den Status einer colonia und überließ die Ländereien seinen Veteranen. In der Spätantike wurde es ein bedeutender Bischofssitz in der Provinz Mauretania Caesarensis (später Mauretania stifensis). Im 5. Jahrhundert n. Chr. wurde dieser von den Vandalen unter Geiserich eingenommen und als Hauptstadt des kurzlebigen Vandalenreichs befestigt. 533 nahm der byzantinische General Belisar Saldae ein, woraufhin eine afrikanische Präfektur und später das Exarchat von Karthago errichtet wurden.

### Mittelalter

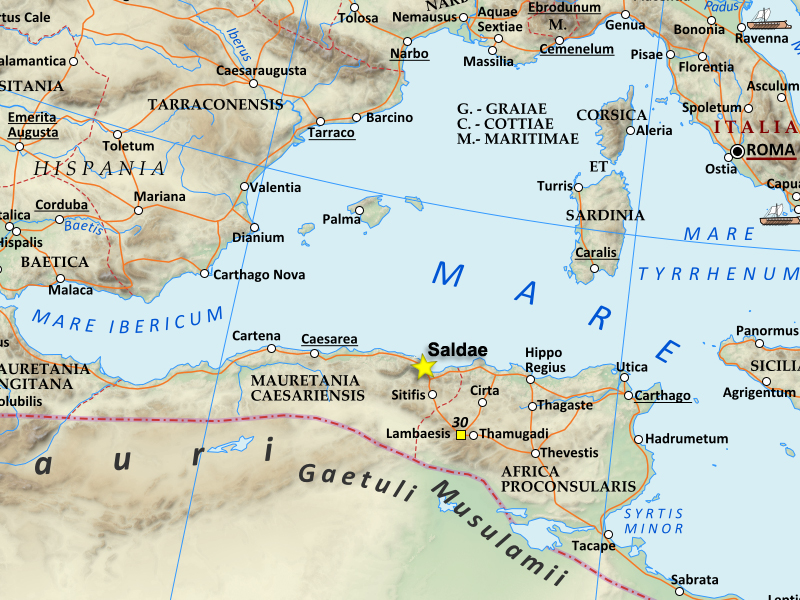
Das westliche Mittelmeer im 2. Jahrhundert n. Chr. unter Hadrians Herrschaft.

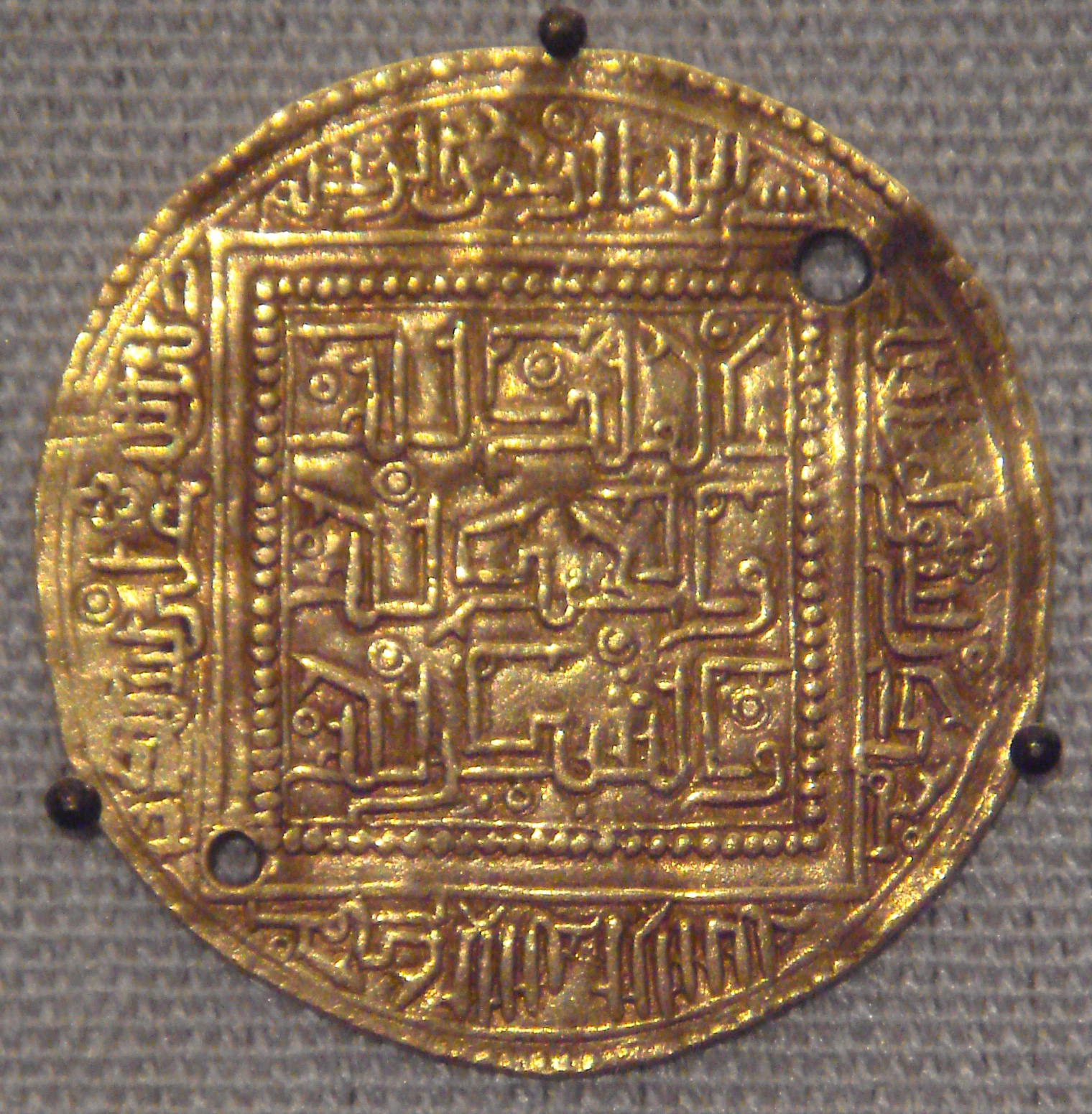
Hafsidische Münze mit ornamentaler Kufi-Schrift aus Bejaia, 1249–1276.

Nach der muslimischen Eroberung im 7. Jahrhundert wurde der Ort als Bejaia neu gegründet und sank zunächst auf den Status eines Fischerdorfes zurück, doch im Jahr 1062 wurde er Sitz des Herrscherhauses der Hammadiden und blieb für viele Jahre eine der wichtigsten und bevölkerungsreichsten Hafenstädte Nordafrikas und des gesamten Mittelmeerraumes und zugleich ein bedeutendes Kulturzentrum.
Leonardo Fibonacci (um 1170 – um 1250), der Sohn eines pisanischen Kaufmanns (und möglicherweise Konsuls), studierte in Bejaia unter almohadischer Herrschaft arabische Mathematik (welche er als Modus indorum bezeichnete) und das arabische Zahlensystem. Er brachte diese neuen Methoden mit nach Europa. Ein mathematisch-historische Analyse von Fibonaccis Umfeld und Verbundenheit mit Bejaia, damals einer bedeutenden Wachsexporterin, äußerte die These, dass es damals die Imker von Bejaia und die Kenntnisse von den Bienenvölkern waren, die zu den Fibonacci-Zahlen inspiriert hatten und nicht die Kaninchenzucht, wie sie in Fibonaccis wichtigstem Werk, dem Liber Abaci, genannt wird.
Im 13. Jahrhundert übernahmen die Hafsiden die Herrschaft über Bejaia.
1315 wurde Ramon Llull in Bejaia gesteinigt, wo ein paar Jahre zuvor möglicherweise Peter Armengaudius (Peter Armengol) gehängt wurde.

### Neuzeit

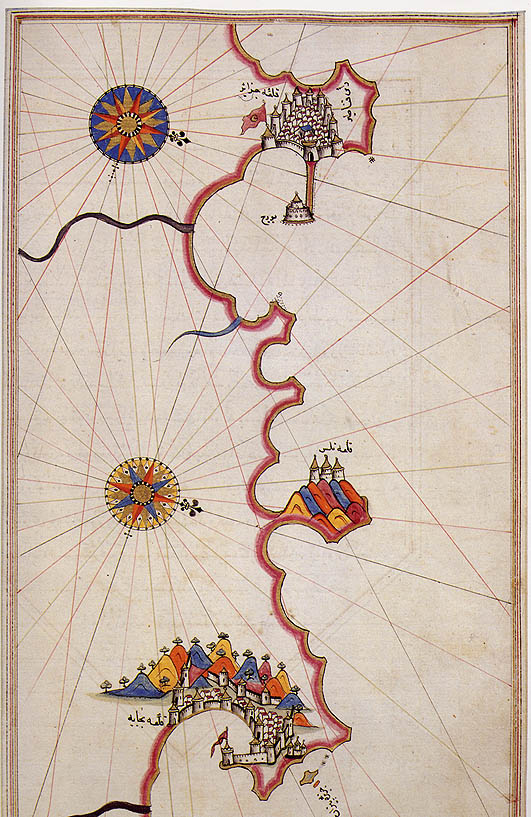
Historische Karte Algeriens von Piri Reis

Nach der spanischen Besetzung wurde die Stadt 1555 von den Osmanen erobert. Sie lag im Beylik von Constantine. Fast drei Jahrhunderte lang verwendeten Berberpiraten Bejaia als Stützpunkt. Die Stadt wurde hauptsächlich von arabischsprachigen Mauren, Morisken und Juden bevölkert. Von den Letzteren flüchteten viele wegen der Verfolgungen in Spanien durch die Inquisition nach Bejaia. Die Berber in den umgebenden Dörfern kamen nur zu den Markttagen in die Stadt. Mit der sich im 16. Jahrhundert abwechselnden Besetzung des Gebietes durch Spanier und Türken sank die Bedeutung der Stadt zugunsten von Algier immer mehr.
Bejaia wurde 1833 von Frankreich als Teil der Kolonie Algerien eingenommen. Die meiste Zeit diente der Ort als Verwaltungssitz eines eigenen Arrondissements innerhalb des Départements Constantine. Der Hafen wurde erweitert und modernisiert und durch eine Nebenstrecke an die Bahnstrecke Tunis–Oran angeschlossen. 1925 malte Albert Marquet die Corniche und den Hafen und leistete den Künstlern Jean Launois, Étienne Bouchaud, Frédéric Marius de Buzon und Eugène Cornaud in der Villa Abd-el-Tif Gesellschaft, während er mit seiner Frau Marcelle im Hôtel d’Orient logierte.
Im Zweiten Weltkrieg landeten in der „Operation Torch“ britische und amerikanische Truppen in Nordafrika, inklusive eines Bataillons des britischen Royal West Kent Regiment, welches am 11. November 1942 in Bejaia stationiert wurde. An demselben Tag um 16:40 warfen 30 Ju 88-Bomber und mehrere Torpedobomber der deutschen Luftwaffe über Bejaia ihre Bomben ab. Die Transporter Awatea und Cathay wurden versenkt und die Monitor HMS Roberts beschädigt. Am nächsten Tag wurde das Flakschiff Tynwald torpediert und versenkt, während der Transporter Karanja von Bomben zerstört wurde.
Mitte des 20. Jahrhunderts lebten in dem Arrondissement 513.000 Einwohner, davon 20.000 in Bougie/Bejaia selbst. Im Algerienkrieg gehörte die Stadt zum 1956 neu eingeteilten französischen Verwaltungsgebiet Wilaya 3. Nicht alle Menschen sahen das Zusammenleben – gar in einer Algérie algérienne – als unmöglich an. Im Vélo Club Bougiote galten Djebbar Mouloud und Omar Mayouche 1960 als die großen Hoffnungen, während französische Kriegseinberufene (appelés) und Pied-noirs mittrainierten. Nach der algerischen Unabhängigkeit wurde Bejaia zur Hauptstadt der gleichnamigen Provinz Bejaia in der östlichen Kabylei.

### Kirchengeschichte

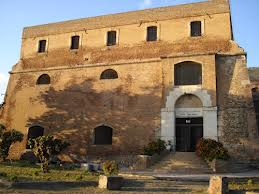
Musée Bordj Moussa

Mit der Ausbreitung des Christentums wurde Saldae zum Bischofssitz. Sein Bischof Paschasius zählte zu denjenigen, welche der arianische Vandalenkönig Hunerich 484 nach Karthago berufen und anschließend exiliert wurde. Das Christentum überlebte die muslimische Eroberung, das Verschwinden des alten Saldae und die Gründung der neuen Stadt Bejaia. Es existiert ein an clero et populo Buzee (Klerus und Volk Bejaias) adressierter Brief von Papst Gregor VII. (im Amt 1073–1085), in welchem er die Amtseinführung eines Bischofs namens Serandus für das christliche Nordafrika anspricht.
Heutzutage ist Saldae ein Titularbistum der römisch-katholischen Kirche und hatte immer wieder Amtsinhaber (meist aus dem niedrigsten bischöflichen Rang, einige vom mittleren erzbischöflichen Rang).

#### Liste der Titularbischöfe vom Bugia/Saldae
- Miguel Morro (1510 – ?), Weihbischof von Mallorca (1510 – ?)
- Fernando de Vera y Zuñiga, ein Augustinermönch, als Weihbischof von Badajoz (17. Februar 1614 bis 13. November 1628); später Erzbischof von Santo Domingo, schließlich Erzbischof von Cusco (16. Juli 1629 – † 9. November 1638)
- François Perez (5. Februar 1687 – † 20. September 1728), als apostolischer Vikar von Cochin
- Antonio Mauricio Ribeiro (* 27. September 1824 – † ?), als Weihbischof von Évora (27. September 1824 – ?)
- George Hilary Brown (5. Juli 1840 bis 22. April 1842), als einziger apostolischer Vikar von Lancashire (5. Juni 1840 bis 29. September 1850), später Titularbischof von Tlos (22. April 1842 – September 1850), erster Bischof von Liverpool (29. September 1850 – † 25. Januar 1856).

## Sehenswürdigkeiten

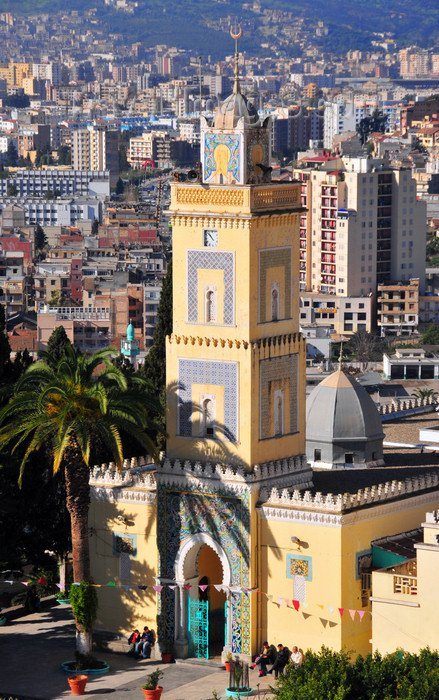
Sidi-Soufi-Moschee

Trotz ihrer langen Geschichte verfügt die Stadt nur über wenige Sehenswürdigkeiten:
- Das Bab el Bahr und das Bab El Bounoud sind Stadttore aus dem 11./12. Jahrhundert.
- Dominierendes Bauwerk der Stadt ist die auf einer Anhöhe gelegene Festung (kasbah).
- Das Musée Bordj Moussa wurde im Jahr 1989 in einem spanischen Festungsbauwerk von 1545 eingerichtet. Es zeigt archäologische Funde.[18]
- Die Moschee des Stadtheiligen Sidi Soufi wurde im Jahr 1889 anstelle eines Vorgängerbaus aus dem 16. Jahrhundert errichtet und wird von Muslimen gerne aufgesucht. Das langgestreckte dreischiffige Innere mit seinen gedrehten Säulen ist für Moscheebauten – nicht nur im Maghreb – völlig untypisch und erinnert in vielem an eine Kirche, wenngleich Mihrāb-Nische und hölzerne Minbar-Kanzel deutlich zu erkennen sind.

## Partnerstadt
- Brest, Frankreich

## Söhne und Töchter der Stadt
- Rachid Natouri (1946–2017), Fußballspieler
- Mustapha Dahleb (* 1952), Fußballspieler
- Patrick Birocheau (* 1955), französischer Tischtennisspieler
- Gilles Apap (* 1963), französischer Violinist
- Kenza Farah (* 1986), Sängerin